# Семенково (Наро-Фоминский городской округ)
Семенково — деревня в Наро-Фоминском городском округе Московской области, входит в состав муниципального образования Городское поселение Верея. Численность постоянно проживающего населения — 2 человека на 2006 год, в деревне числятся 1 улица и 2 садовых товарищества. До 2006 года Семенково входило в состав Симбуховского сельского округа.
Деревня расположена в западной части района, по правому берегу реки Протва, в 6 км к северо-западу от города Верея, высота центра над уровнем моря 200 м. Ближайшие населённые пункты — Золотьково в 0,7 км на северо-восток и Мерчалово в 2 км на восток.